# Jan Hruška
Jan Hruška (Uničov, 4 de febrer de 1975) és un ciclista txec, professional entre 1996 i 2007. En el seu palmarès destaquen dues etapes del Giro d'Itàlia del 2000.
El 2006, en el marc de l'Operació Port, fou identificat per la Guàrdia Civil com a client de la xarxa de dopatge liderada per Eufemiano Fuentes, al figurar el seu nom real en la documentació intervinguda. Hruška no fou sancionat per la Justícia espanyola en no ser el dopatge un delicte a Espanya en aquell moment, i tampoc va rebre cap sanció esportiva en negar-se el jutge instructor del cas a facilitar als organismes esportius internacionals (AMA, UCI) les proves que demostrarien la seva implicació com a client de la xarxa de dopatge.

## Palmarès
- 2000
  - Vencedor de 2 etapes del Giro d'Itàlia
- 2001
  - Vencedor d'una etapa de la Clàssica d'Alcobendas
- 2002
  - Vencedor d'una etapa de la Volta a l'Algarve
- 2003
  - Vencedor d'una etapa de la Volta a La Rioja
- 2006
  - 1r a la Clàssica d'Alcobendas i vencedor d'una etapa

### Resultats al Tour de França
- 2004. 117è de la classificació general

### Resultats al Giro d'Itàlia
- 2000. 14è de la classificació general
- 2001. 47è de la classificació general
- 2005. 61è de la classificació general

### Resultats a la Volta a Espanya
- 2000. 75è de la classificació general
- 2002. Abandona (9a etapa)
- 2003. 123è de la classificació general
- 2004. 99è de la classificació general